# Khopoli
Khopoli là một thành phố và là nơi đặt hội đồng đô thị (municipal council) của quận Raigarh thuộc bang Maharashtra, Ấn Độ.

## Địa lý
Khopoli có vị trí 18°47′B 73°20′Đ / 18,78°B 73,33°Đ Nó có độ cao trung bình là 138 mét (452 feet).

## Nhân khẩu
Theo điều tra dân số năm 2001 của Ấn Độ, Khopoli có dân số 58.657 người. Phái nam chiếm 53% tổng số dân và phái nữ chiếm 47%. Khopoli có tỷ lệ 74% biết đọc biết viết, cao hơn tỷ lệ trung bình toàn quốc là 59,5%: tỷ lệ cho phái nam là 80%, và tỷ lệ cho phái nữ là 68%. Tại Khopoli, 13% dân số nhỏ hơn 6 tuổi.